# Cylindromyia robusta
Cylindromyia robusta là một loài ruồi trong họ Tachinidae.